# Luna 9

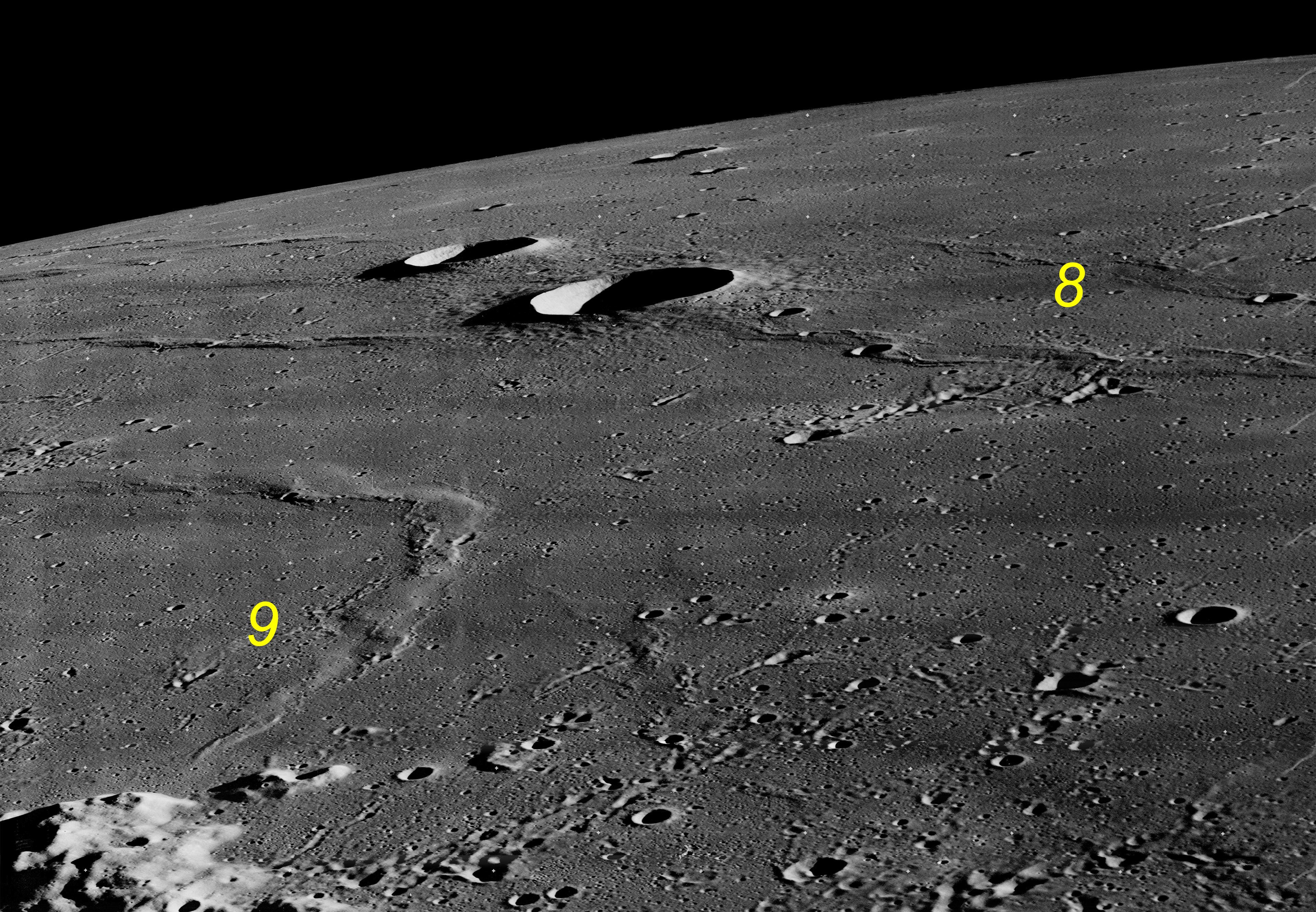
Oblique view of Planitia Descensus showing crash site of Luna 8 and the landing point of Luna 9 (Lunar Orbiter 3 image)

Luna 9 (Луна-9), tên gọi nội bộ Ye-6 No.13, là một nhiệm vụ không người lái của chương trình Luna của Liên Xô. Vào ngày 3 tháng 2 năm 1966 phi thuyền Luna 9 trở thành phi thuyền đầu tiên đạt được hạ cánh mềm trên Mặt Trăng, hoặc bất kỳ hành tinh nào khác ngoài Trái Đất, và truyền dữ liệu ảnh đến Trái Đất từ bề mặt của một hành tinh khác.

## Tàu vũ trụ
Tàu đổ bộ có khối lượng 99 kg (218 lb). Nó sử dụng một túi hạ cánh để tồn tại dưới tốc độ tác động 22 km/giờ (6,1 m / s; 14 mph). Tàu là một container kín với thiết bị vô tuyến, thiết bị định thời gian chương trình, hệ thống kiểm soát nhiệt, thiết bị khoa học, nguồn điện và hệ thống truyền hình.

## Hình ảnh
Những hình ảnh từ Luna 9 không được chính quyền Liên Xô phát hành ngay lập tức, nhưng các nhà khoa học tại Đài thiên văn Jodrell ở Anh, đang theo dõi con tàu, nhận thấy rằng định dạng tín hiệu được sử dụng giống hệt với hệ thống Radiofax được quốc tế đồng ý sử dụng cho báo chí. Daily Express vội vã đưa một máy thu phù hợp đến Đài quan sát và những hình ảnh từ Luna 9 đã được giải mã và xuất bản trên toàn thế giới. BBC đã suy đoán rằng các nhà thiết kế của phi thuyền cố tình trang bị tàu vũ trụ với thiết bị phù hợp với tiêu chuẩn, để cho Đài thiên văn Jodrell có thể đọc được dữ liệu.